# Kostel svatého Jiří (Plzeň)
Kostel svatého Jiří v Plzni-Doubravce je patrně nejstarším dochovaným kostelem na území dnešní Plzně. Leží v městské čtvrti Doubravka na břehu u soutoku řek Berounky a Úslavy nedaleko zaniklé středověké obce Týnec. Je chráněn jako kulturní památka České republiky. Kostel obklopuje hřbitov s několika cennými náhrobky a barokní kostnicí.

## Historie
Okolnosti založení kostela jsou opředeny řadou nejasností a pochybností, neboť neexistují žádné písemné zprávy z té doby. Z tohoto důvodu existuje celá řada hypotéz vážící se k době vzniku kostela sv. Jiří. Nejčastěji je vznik kostela spojován s návratem pražského biskupa Vojtěcha z exilu v listopadu roku 992. Legenda praví, že při návratu z Říma zanechal v Kostelci Panny Marie nedaleko Plzně (dnešního Starého Plzence) dvanáct bratrů benediktinů, pro které následujícího roku založil v Břevnově první mužský klášter v Čechách, kam bratři odešli v únoru 993. Dosud se však nepodařilo prokázat či vyloučit, že Kostelcem zmiňovaným v Pulkavově kronice ze 14. století, byl dnešní kostel zasvěcený svatému Jiří. Převládá však názor, podpořený řadou poznatků a indicií, že se jedná o pouhou legendu. Je však prakticky nereálné, aby za čtyři zimní měsíce mezi příchodem bratří a jejich následným odchodem do Břevnova byl klášteřík s kostelem vybudován. Jiná z teorií vychází z toho, že kostel byl součástí středověké tvrze. Avšak nález cca 40 hrobů z poloviny 11. století v okolí hřbitova tuto domněnku víceméně vyvrací, neboť by tyto hroby byly situovány přímo do prostoru tvrze, což je krajně nepravděpodobné. Jiná verze navazuje na svatovojtěšskou legendu s tím rozdílem, že předpokládá, že kostel s klášteříkem zde již stál. Josef kardinál Beran ztotožňuje např. zmiňovaný kostel s kostelem Panny Marie v dnešním Starém Plzenci.
Nejpravděpodobněji vznikl původní, poměrně malý obdélníkový kostel snad i s oratoří a věží na konci 12. století. První písemná zmínka o kostele pochází až roku 1361, kdy byl 31. března ustanoven farářem Frána z Chrástu. V tomto období (kolem roku 1350) byla provedena první významná přestavba kostela, kdy došlo k prostorovému rozšíření kostela posunutím severní zdi. Otisk původního umístění této zdi je patrný dodnes na podlaze kostela. Z původního kostela se dochovala apsida. Z doby této první přestavby se dochovaly i dva sanktuáře. Nově vzniklo i gotické presbyterium.
Za husitských válek, a zejména tak v době obležení Plzně v letech 1433–1434, byl kostel těžce poškozen a po dlouhou dobu ležel v rozvalinách. 26. srpna 1475 byly kostelu uděleny odpustky na opravu a přestavbu tohoto kostela, se kterou bylo započato v roce 1480. Během těchto oprav byla vybudována věž při jižním boku lodi kostela. Věž byla kamenná, s navazujícím dřevěným patrem se zvonovou stolicí. Přibližnou podobu zachycuje vyobrazení na antipendiu oltářní mensy. Kostel rovněž dostal nový oltář, jehož kamenný sokl byl později využit při stavbě nového barokního oltáře.
Na konci 15. století propukl spor o patronátní právo nad kostelem, které bylo dosud v držení opatů břevnovského kláštera. Vleklé spory, které ústily například v bránění opravovat kostel apod., byly skončeny roku 1540, kdy město Plzeň vykoupilo majetky od svárlivých majitelů obce Týnec, obec vysídlilo a ta zanedlouho poté zanikla. Roku 1565 koupila Plzeň patronátní podací právo ke kostelu sv. Jiří od břevnovského kláštera. Následně byla zrušena zdejší fara a kostel se stala filiálním kostelem chrámu sv. Bartoloměje.
V období před třicetiletou válkou vznikl i dřevěný kůr (nahradil původní, předrenesanční řešení kůru), který zde byl až do přestavby v letech 1912 až 1914. V roce 1662 byl pro kostel ulit nový malý zvon, který se jediný, jako umíráček, dochoval dodnes. Má v průměru 41 cm a váží 38 kg. Během třicetileté války došlo opět k úpadku kostela a tak bylo roku 1700 opět započato s opravami. Z tohoto období pochází hlavní portálový oltář, který se přes drobné úpravy dochoval dodnes. V roce 1719 ulil Jan Perner pro kostel zvon o průměru 112 cm a váze 784 kg. Za první světové války byl zvon zrekvírován.
K další významné přestavbě došlo kolem roku 1730 provedené barokním architektem Matějem Ondřejem Kondelem. Trámový malovaný strop lodi byl vyměněn za prostý, rákosový, stejně tak jako úzká gotická okna za oválná. Úprav doznala podlaha kostela. Věž kostela byla o patro zvýšena a zakončena barokní bání s lucernou. V přízemí byl vsazen nový portálek s bohatě profilovanou římsou. Přistavěna byla i sakristie s kulatými zamřížovanými okny, klenutou křížovou klenbou, zakončenou štukovými čabrakami. V této době vznikla na přilehlém hřbitově i barokní kostnice.
V druhé polovině 18. století došlo k vybourání kamenné kazatelny. Na jeho místo byl umístěn rokokový oltář. Vedle něj přiléhala k vítěznému oblouku dřevěná kazatelna. Oltář byl umístěn do prostoru mezi vítězný oblouk a apsidu. V roce 1810 ulil zvonař P. P. Perner dva oltářní zvonky. V roce 1839 došlo k výměně pestře pomalované střešních šindelů za prejzy, báň věže byla natřena a na vrchol osazena koule a vztyčen kříž. V roce 1863 byla střešní krytina vyměněna za břidlicovou, kostel byl vymalován a provedeny i další úpravy a opravy. Původní obrazy na bočních oltářích byly nahrazeny novými od plzeňského malíře Jana Herzoga.
V letech 1904 až 1905 došlo v souvislosti s rozšířením a úpravou hřbitova k významným archeologickým nálezům z poloviny 11. století. Následně v letech 1912 až 1913 došlo k zásadní a mnohými diskutované rekonstrukci kostela. Z původních dvou návrhů architekta Jana Kotěry, jenž plánoval kostel prakticky zbořit a vystavět znovu v secesním stylu a městského architekta Farkače, jenž navrhoval přestavbu v novogotickém slohu a prodloužení kostelní lodi až k hranici hřbitova, byl z především finančních důvodů realizován upravený. návrh architekta Farkače. V rámci těchto oprav bylo odkryto i románské zdivo. Následně bylo rozhodnuto, že takto odkryté již zůstane s tím, že v duchu zlepšení vizuálního dojmu bylo toto místy přezděno, a to jak materiálem původním, tak především novým, již výrazně méně kvalitním. Dopad na autenticitu stavby byl fatální. Mimo uvedené byla postavena schodišťová věžička, přestavěn kůr, vyměněny krovy, vytvořen nový dřevěný strop. Původní varhany byly přesunuty do dnes již neexistující kaple sv. Jana Nepomuckého v Doubravce a nové dodala firma bratří Paštiků z Prahy. Osazena byla i barevná okna. Po opravách byl kostel znovu vysvěcen 23. března 1914.
Poslední etapa oprav proběhla na konci 20. století. V roce 1997 bylo provedeno zavedení elektřiny, opravy vnitřních omítek a řešení odvodu dešťových vod. V roce 2001 provedena oprava fasády věže kostela vč. opravy krovu a krtiny, v letech 2006–2009 pak byla opravována zbylá fasáda kostela. Při opravách bylo zakonzervováno degradované pískovcové zdivo, přičemž nejexponovanější západní stěna byla opětovně omítnuta.

## Popis

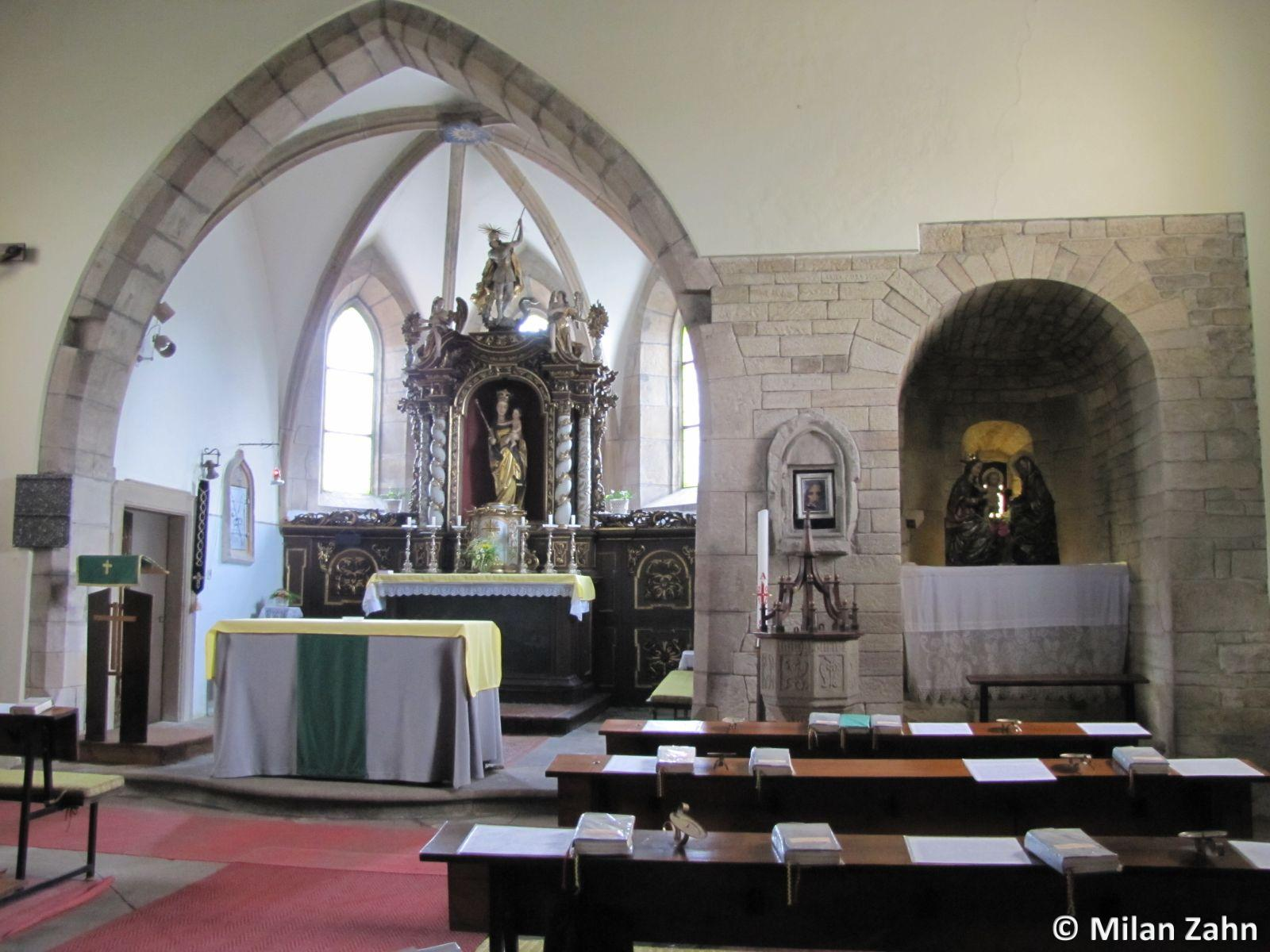
Interiér kostela

Kostel je tvořen jednou lodí téměř čtvercového půdorysu, který se od východu k západu mírně zužuje a tato osa se mírně odchyluje k severu. Na východě navazuje na loď přes vítězný oblouk presbyterium tvořené pěti stěnami osmiúhelníku se čtyřmi gotickými okny. Původně bylo presbyterium plochostropé s barevnými freskami na stěnách, zaklenutí žebrovou klenbou spojenou do ozdobného svorníku se znakovým štítkem bylo provedeno až dodatečně. Na severní stěnu presbyteria navazuje barokní sakristie. K jihozápadnímu okraji přiléhá apsida, která je prolomena románským okénkem a s presbyteriem propojena rovněž okénkem. Hlavní vstup byl v západním průčelí prostřednictvím lomeného článkovaného pískovcového portálu. K jižní stěně lodě přiléhá předsíň, z níž vede točité schodiště na kůr.

## Mobiliář

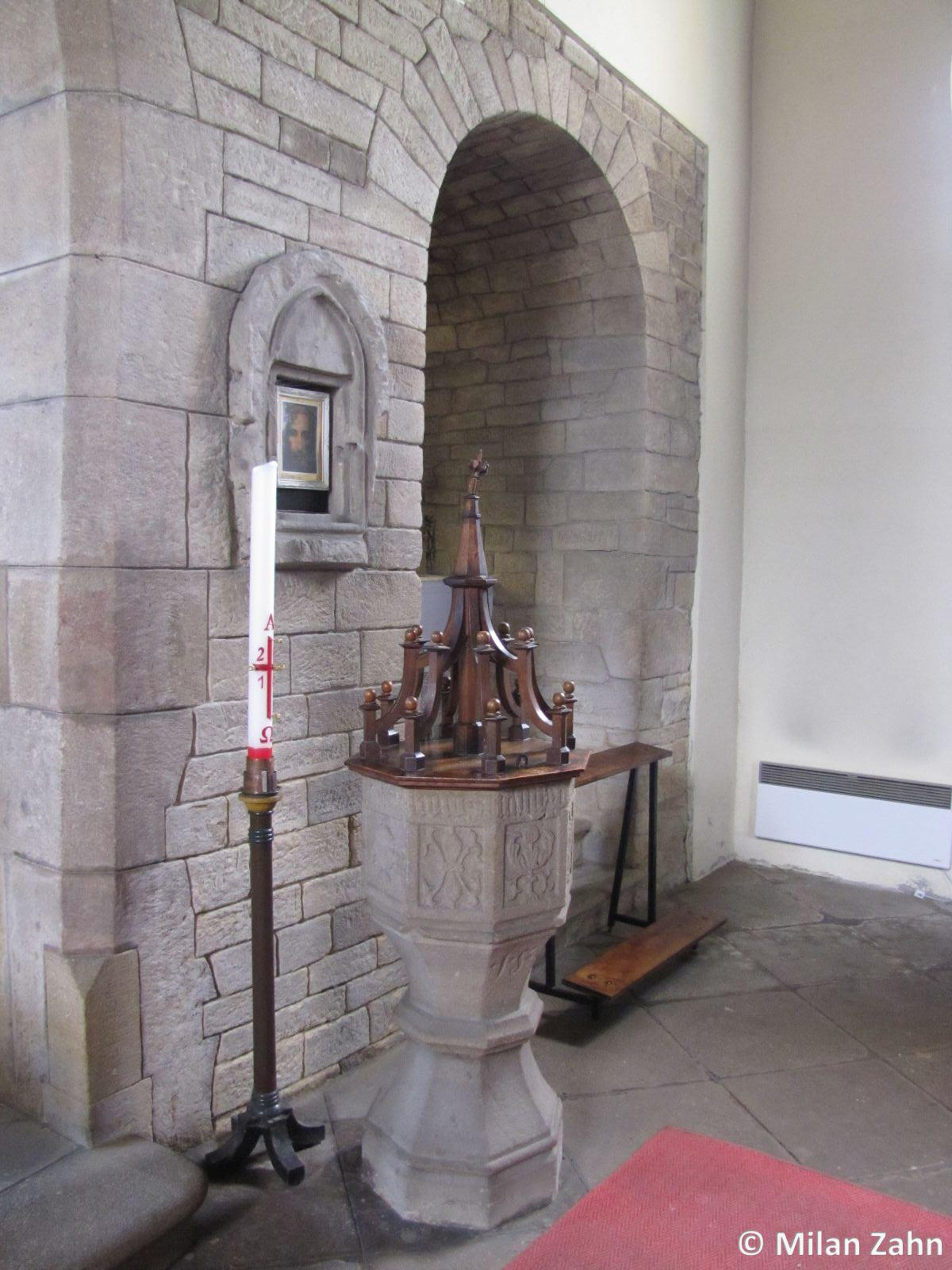
Osmiboká renesanční křtitelnice

Z období přestavby kostela na konci 17. století pochází i raně barokní portálový oltář se sochou Madony, která pochází z Německa z okruhu děl Víta Stosse. Socha Madony stávala již na původním oltáři z konce 15. století. Zajímavostí je i zmiňované vyobrazení na antipodiu oltářní mensy, které zachycuje sv. Isidora a v pozadí původní podobu kostela u sv. Jiří před barokní přestavbou.
Nejstarší památkou kostela je renesanční osmiboká křtitelnice z roku 1539, kterou kostelu věnoval plzeňský arcijáhen Václav Křakovský.
Z raně renesančního období pocházela i kazatelna, která byla umístěna v severovýchodní části lodi. V roce 1906 byla (nebo její zbytky) v lapidáriu Západočeského muzea. V budoucnu by měla být instalována v Diecézním muzeu v Plzni v kapli sv. Barbory.
V lodi se nacházeli i dva boční oltáře, které jsou v současné době uloženy v kostnici a čekají na restaurování. Vlevo rokokový oltář se sochami sv. Václava a sv. Vojtěcha a obrazem sv. Cyrila a Metoděje, vpravo pak rokokový oltář se sochami sv. Víta a sv. Zikmunda a obrazem sv. Jana Nepomuckého. Oltářní obrazy byly vytvořeny plzeňským malířem Janem Herzogem a instalovány v rámci oprav v roce 1863. Oltářní obraz sv. Cyrila a Metoděje se dnes nachází na jižní stěně lodi, o něco starší oltářní obraz sv. Jana Nepomuckého se nachází na stěně severní.
Na jednom oltáři se nacházela pozdně gotická socha Panny Marie „s hruštičkou“. Nyní je umístěna v depozitáři. V portále na jižní straně lodi bývala umístěna gotická plastika sv. Benigny neboli Svaté Dobrotivé. Portál původně sloužil ke vstupu do věže, kde byly uloženy bohoslužebné předměty, později pro vstup na kůr. Nový kůr, i s novým schodištěm, byl zřízen roku 1870.
V apsidě vedle vítězného oblouku je umístěno sousoší sv. Anny Samotřetí z roku 1900 od sochaře Jana Kastnera, který ji údajně vytvořil dle téměř rozpadlé gotické předlohy.